# Quercus magnosquamata
Quercus magnosquamata — вид рослин з родини букових (Fagaceae).

## Біоморфологічна характеристика
Це дерево до 15 метрів. Листки широко-ланцетні, вкриті волосками на обох поверхнях; край хвилястий. Чашечкові луски довгі, язичкові, дугоподібні, загнуті назад.

## Проживання
Ендемік Ірану — провінція Курдистан, ліси Ченаре.